# جائحة فيروس كورونا في واليس وفوتونا 2020
يعد وباء COVID-19 في واليس وفوتونا جزءًا من الوباء العالمي المستمر لمرض فيروس كورونا 2019 ( COVID-19 ) الناجم عن فيروس كورونا 2 المتلازمة التنفسية الحادة الوخيمة ( SARS-CoV-2 ). تم تأكيد وصول وباء COVID-19 إلى مجموعة واليس وفوتونا الفرنسية في الخارج في 16 أكتوبر 2020. اعتبارًا من 24 أغسطس 2021، كان هناك 454 حالة مؤكدة من COVID-19 مع 7 وفيات تم إبلاغ منظمة الصحة العالمية بها. تم الإبلاغ عن آخر حالة مؤكدة تم الإبلاغ عنها في أبريل 2021.

## خلفية
في 12 كانون الثاني (يناير) 2020، أكدت منظمة الصحة العالمية (WHO) أن فيروس كورونا الجديد كان سببًا لمرض تنفسي لدى مجموعة من الناس في مدينة ووهان بمقاطعة هوبى بالصين، والذي تم إبلاغ منظمة الصحة العالمية به في 31 ديسمبر 2019.
كانت نسبة إماتة الحالات لـ COVID-19 أقل بكثير من سارس لعام 2003،  لكن انتقال العدوى كان أكبر بكثير، مع عدد كبير من الوفيات.

## الجدول الزمني

### مارس 2020
في 4 مارس، رفض واليس وفوتونا سفينة سياحية بسبب مخاوف من الإصابة؛ كما كانت إمكانية رفض دخول سفينة أخرى بحلول نهاية الشهر قيد النظر. تم تقليص الرحلات الجوية القادمة، باستثناء تلك التي تنقل الإمدادات الأساسية.

### أبريل 2020
في 23 أبريل، بدأت الجزيرة في إعادة سكانها الـ300 الذين تقطعت بهم السبل في كاليدونيا الجديدة.

### أكتوبر 2020
في 16 أكتوبر، أبلغت الجماعة عن أول حالة لها. في 23 أكتوبر، كان الاختبار الجديد للحالة الأولى سالبًا، مما جعل واليس وفوتونا خاليين من COVID مرة أخرى.

### نوفمبر 2020
في 12 نوفمبر، أبلغت الجماعة عن الحالة الثانية. كانت كلتا الحالتين حتى الآن لأشخاص لهم تاريخ في السفر. 
في 24 نوفمبر، تم الإبلاغ عن حالة ثالثة.

### مارس 2021
في 6 مارس 2021، تم تأكيد إصابة مريض تم إدخاله إلى مستشفى محلي كأول حالة محلية لـ COVID-19. تم اكتشاف ست حالات محلية جديدة في 7 مارس،  و 11 حالة أخرى في اليوم التالي، مع أول حالة مؤكدة في جزيرة فوتونا. بعد ذلك، تم فرض إغلاق لمدة 14 يومًا في 9 مارس لمنع المزيد من الانتشار. تم الإبلاغ عن 55 حالة إيجابية بحلول 10 مارس، منها ثلاث حالات في فوتونا. بحلول 14 مارس، تم تأكيد 176 حالة إيجابية، مع الإبلاغ عن خمس حالات في فوتونا.
بدأت حملة التطعيم في 19 مارس بلقاح موديرنا. اعتبارًا من 1 أبريل 2021، تم تطعيم 3662 شخصًا (44.2 ٪ من السكان).
بحلول 20 مارس، أبلغت المجموعة عن 302 حالة جديدة منذ 6 مارس،  ليصل العدد الإجمالي إلى 311، مع تسع حالات إيجابية في العزل. في 22 مارس، تم تأكيد أول حالة وفاة مرتبطة بـ COVID-19، وهي وفاة امرأة تبلغ من العمر 80 عامًا من فوتونا تم إدخالها إلى المستشفى في واليس. بحلول 1 مايو 2021، تم الإبلاغ عن سبع وفيات.

### نوفمبر 2021
اعتبارًا من أواخر نوفمبر 2021، طُلب من المسافرين الذين يدخلون واليس وفوتونا الخضوع للحجر الصحي لمدة ثلاثة أيام في فندق محلي بعد اكتشاف حالة مستوردة من كاليدونيا الجديدة في الأسبوع السابق. لا يزال يتعين على المسافرين الذين يدخلون الإقليم الخضوع للحجر الصحي قبل المغادرة في كاليدونيا الجديدة.

## تلقيح
اعتبارًا من 21 يوليو 2021، تم إعطاء ما مجموعه 9276 جرعة لقاح.